# Gema (rostliny)
Gemy (množilky, rozmnožovací tělíska) jsou rostlinné útvary sloužící k nepohlavnímu rozmnožování.

## Gemy mechorostů

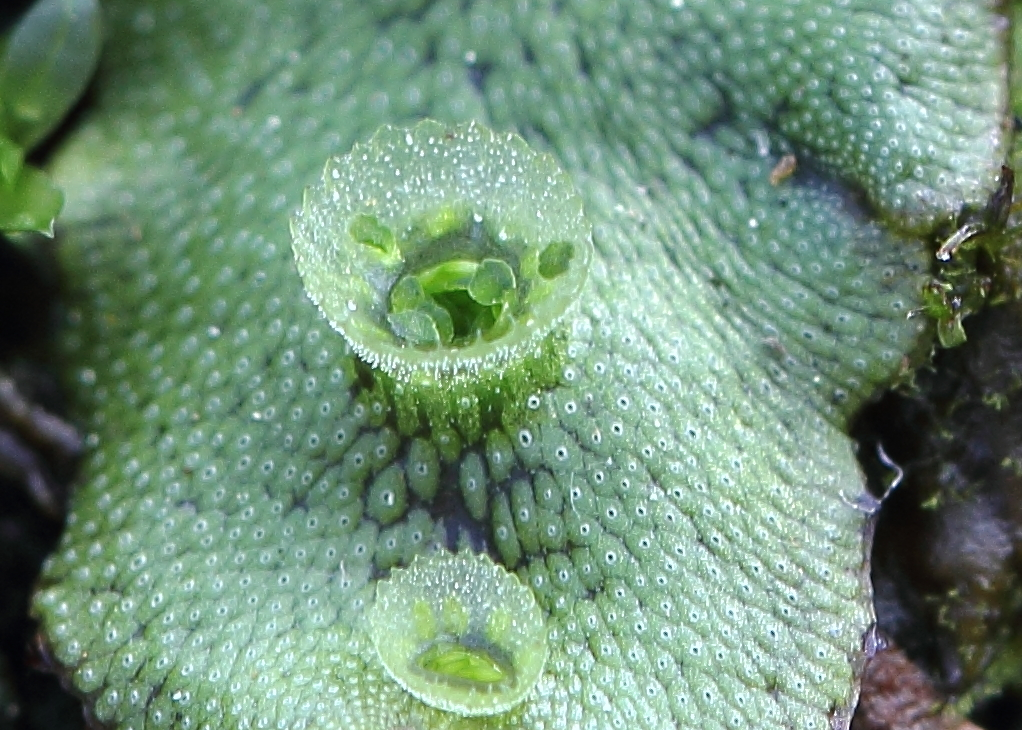
Diskovité gemy v pohárcích porostnice mnohotvárné

Mechorosty mají vícero přizpůsobení nepohlavnímu rozmnožování. Na rozdíl od mnohem běžnějších způsobů jako je rozrůstání trsů a odlamování částí lodyžek, gemy jsou produkovány pouze některými druhy. Gemy jsou specializované útvary sloužící k nepohlavnímu (vegetativnímu) rozmnožování. Vyskytují se pouze u játrovek a u jediného druhu mechu - Oedipodium griffithianum. Mohou být kulovité, vláknité, diskovité či nepravidelného tvaru, ale společné jim je, že se od mateřské lodyžky snadno uvolní a umožní roznesení mechorostu do okolí. Nevýhodou tohoto způsobu rozmnožování je, že dceřiná lodyžka je přesnou genetickou kopií - klonem mateřské rostliny. Gemy se mohou tvořit na všech částech mechové stélky - lodyžce, lístcích, rhizoidech i na protonematu. Jejich umístění na lodyžce je takové, aby se snadno rozšířily do okolí, např. vyvýšení na stopce nebo pohárky, ve kterých se rozstříkne kapka.

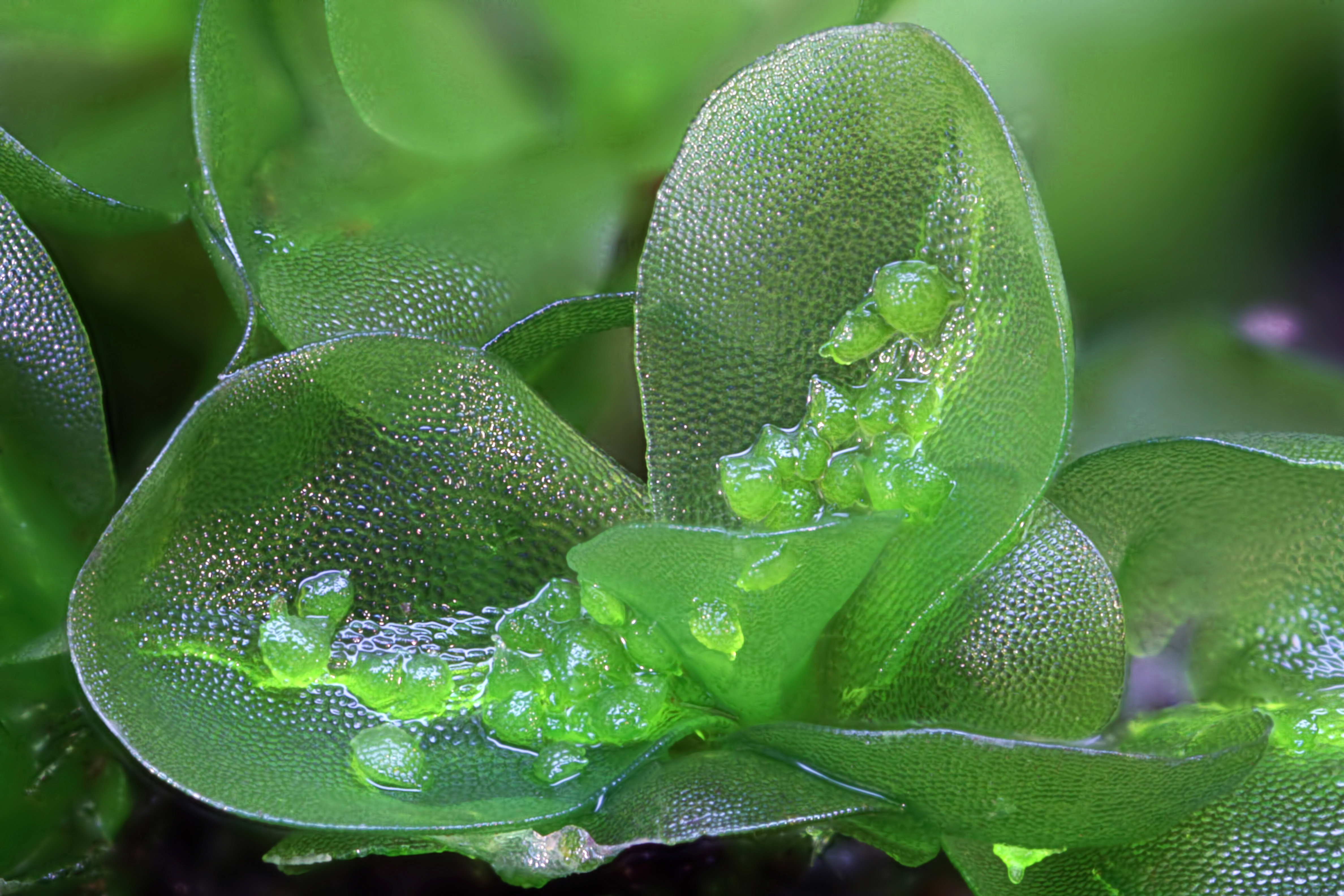
Gemy na lístcích mechu Oedipodium griffithianum

Možnosti umístění a tvarovou rozmanitost gem shrnuje následující galerie obrázků.

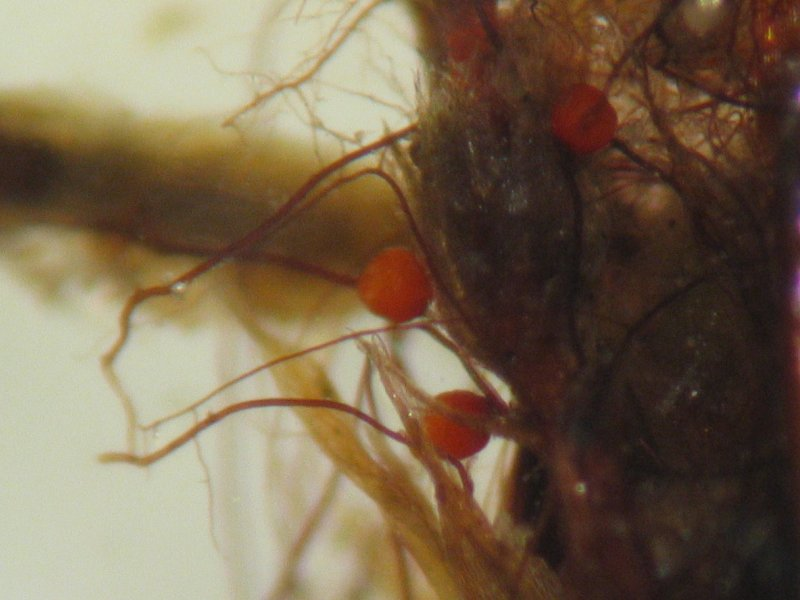
Rhizoidální gemy mechu Bryum subapiculatum
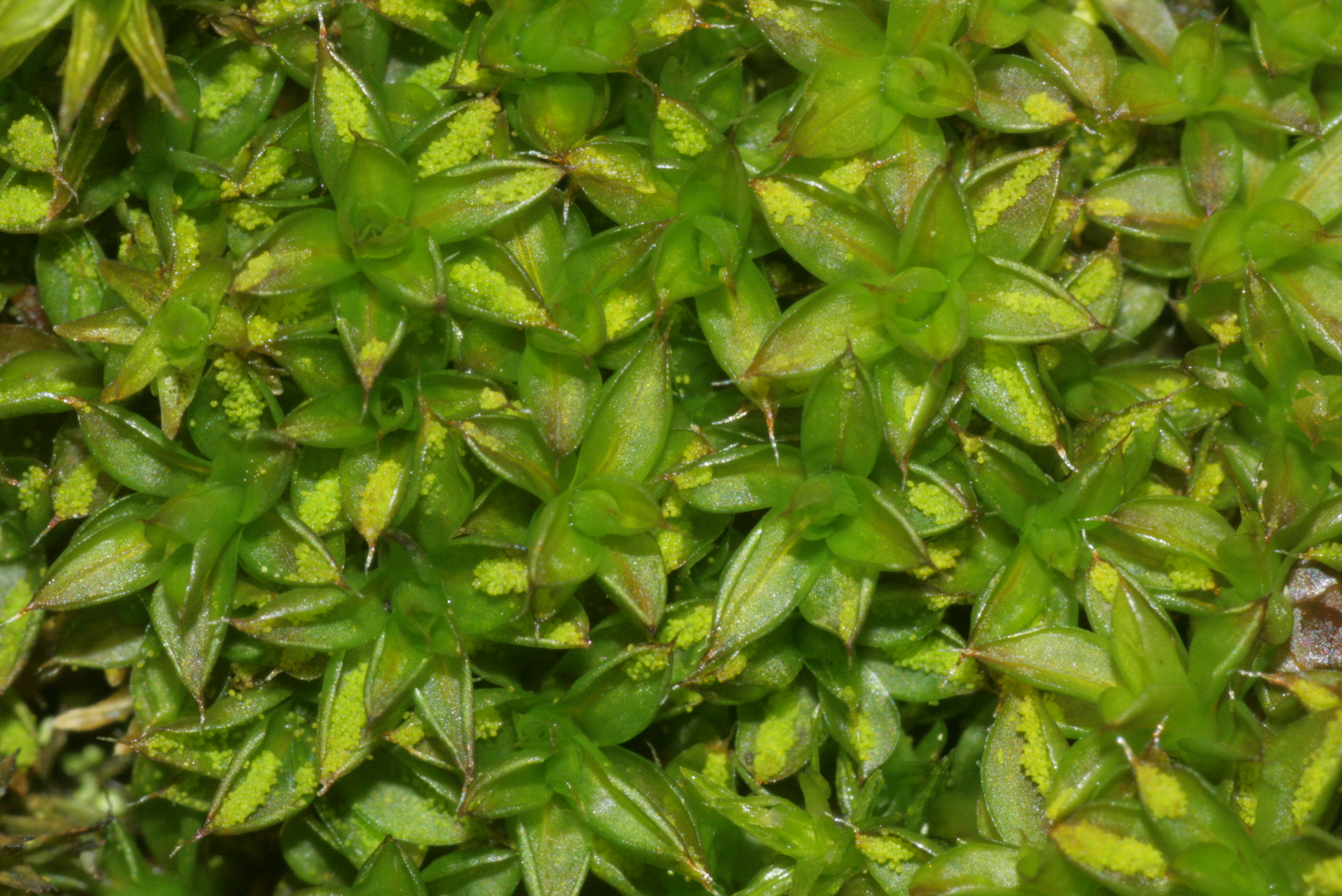
Gemy na lístcích mechu Syntrichia papillosa
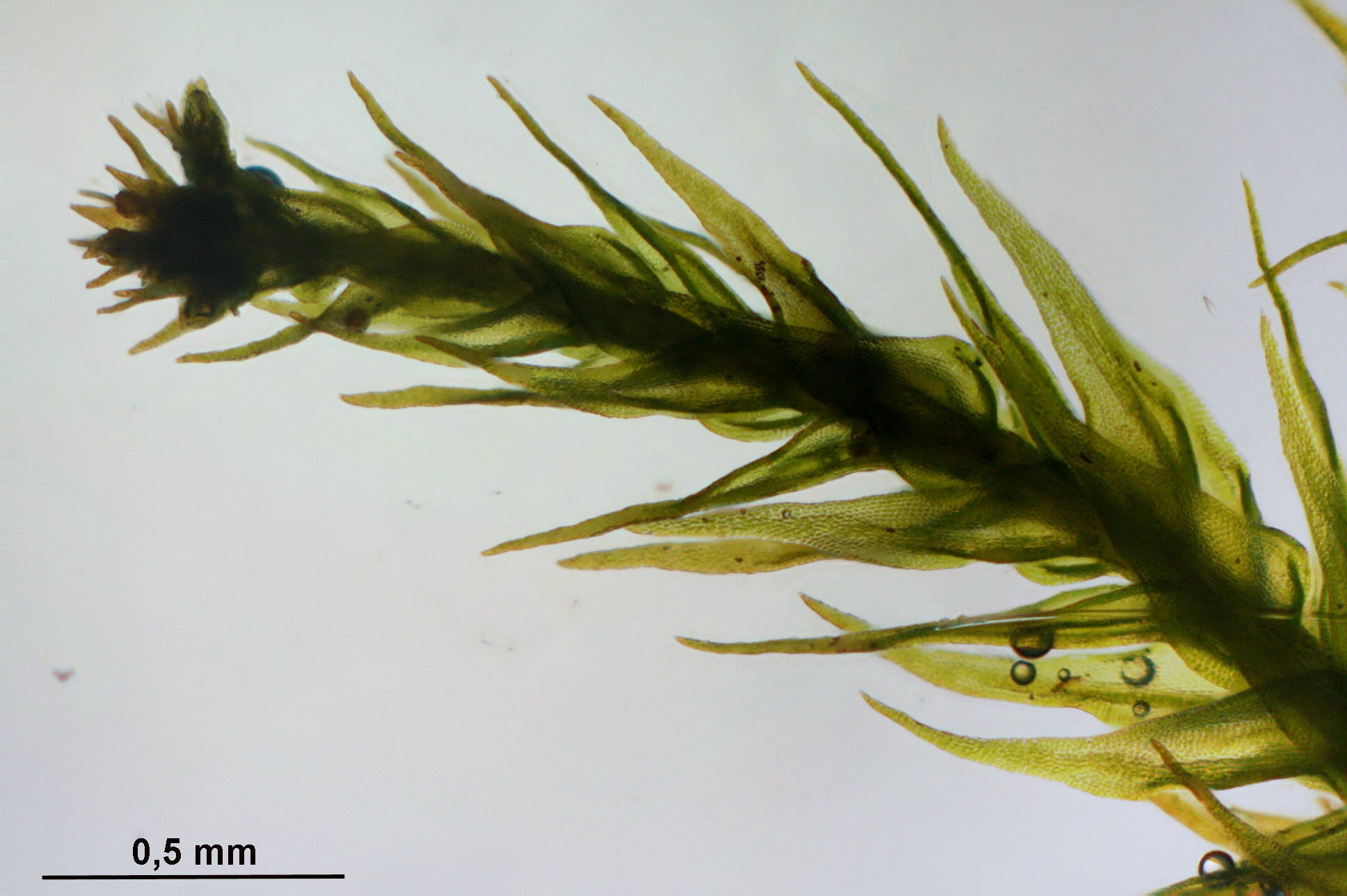
Svazek gem na konci větvičky mechu Pseudoleskeella nervosa
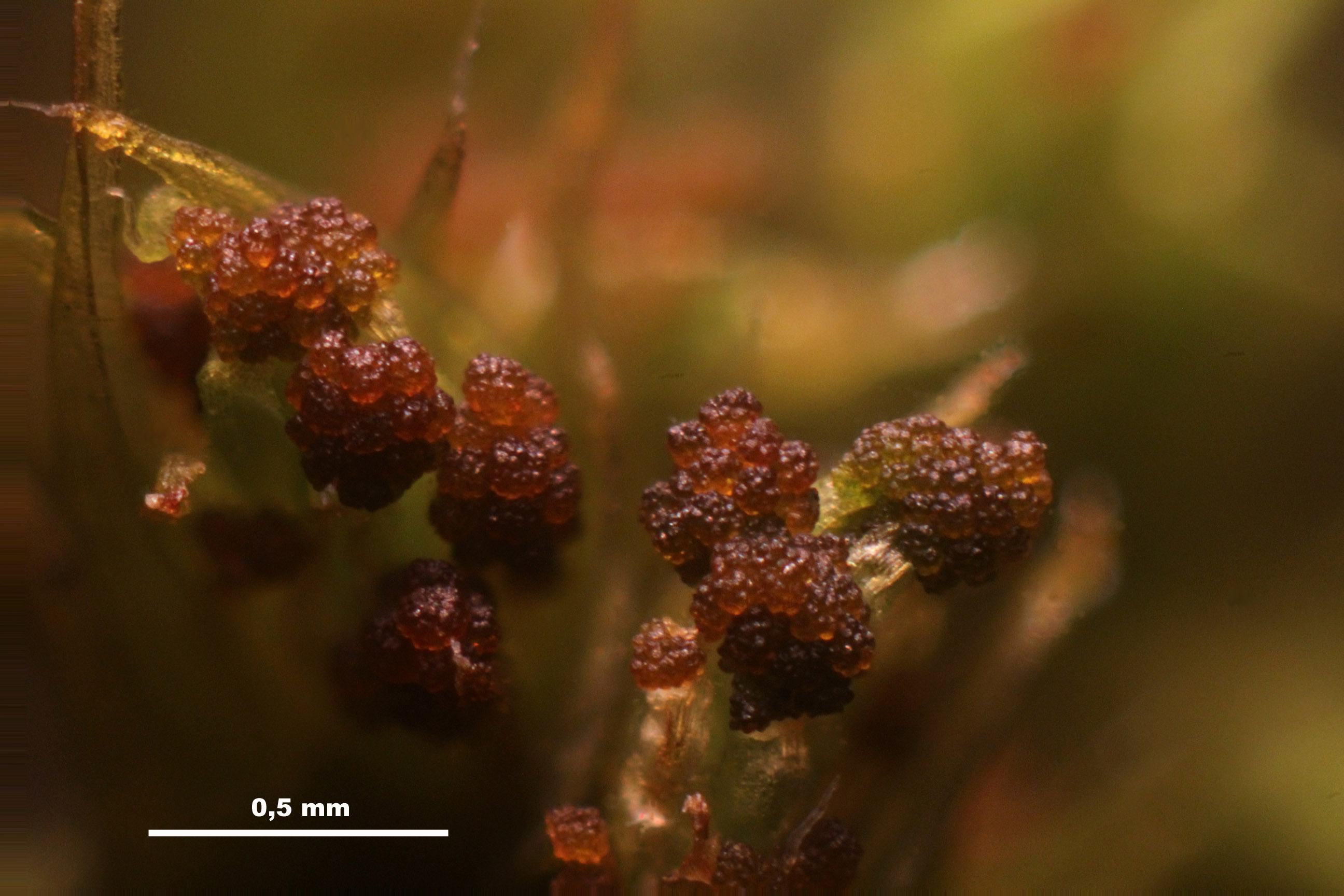
Gemy ostružinovitého tvaru na vrcholcích lodyžek mechu Grimmia hartmanii
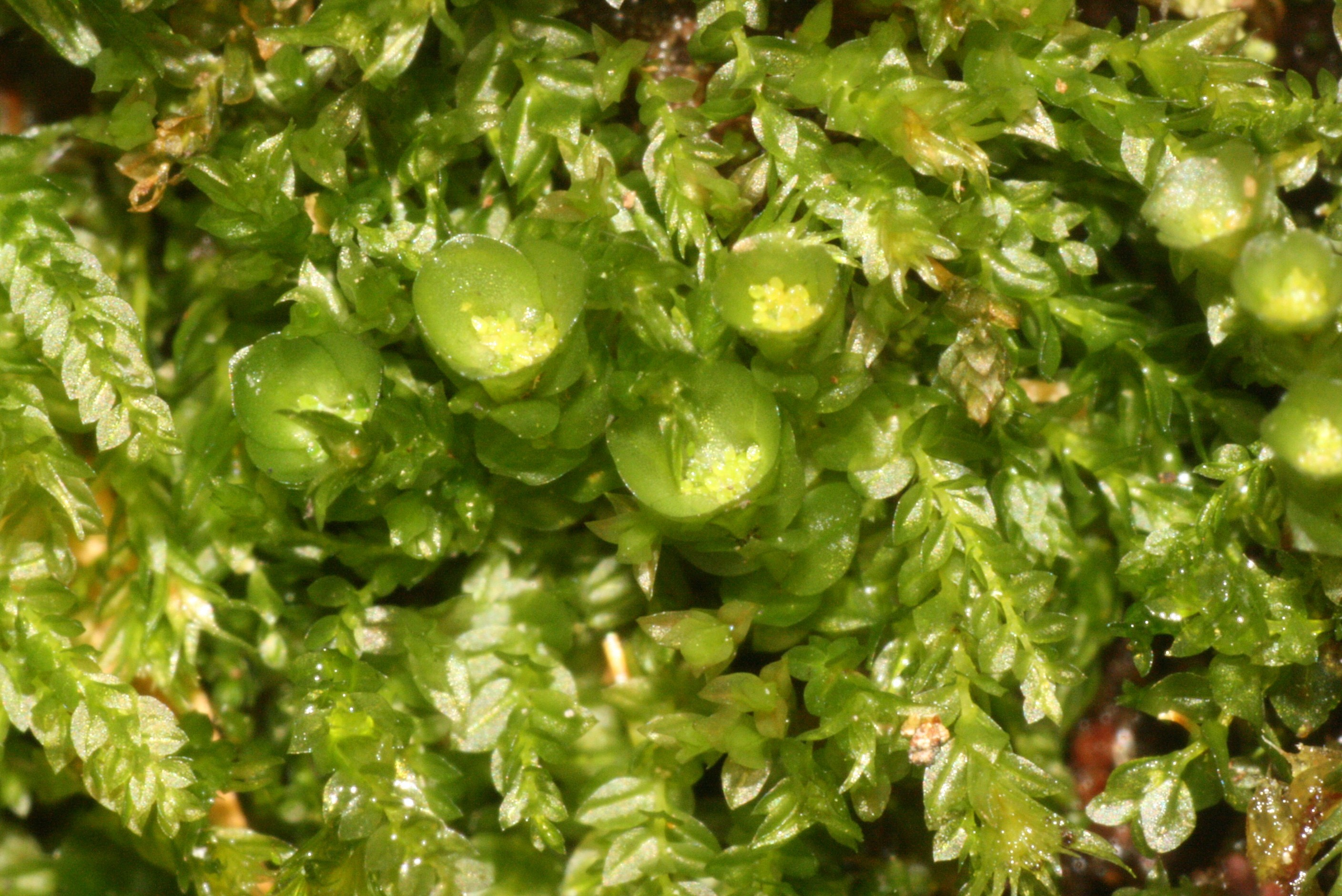
Gemy v pohárcích mechu čtyřzoubku průzračného
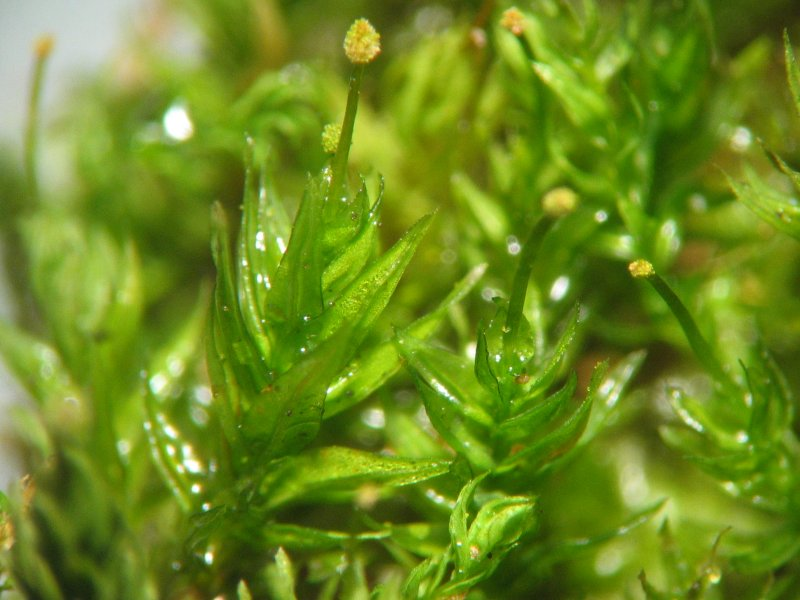
Gemy na stopce u mechu Aulacomnium androgynum
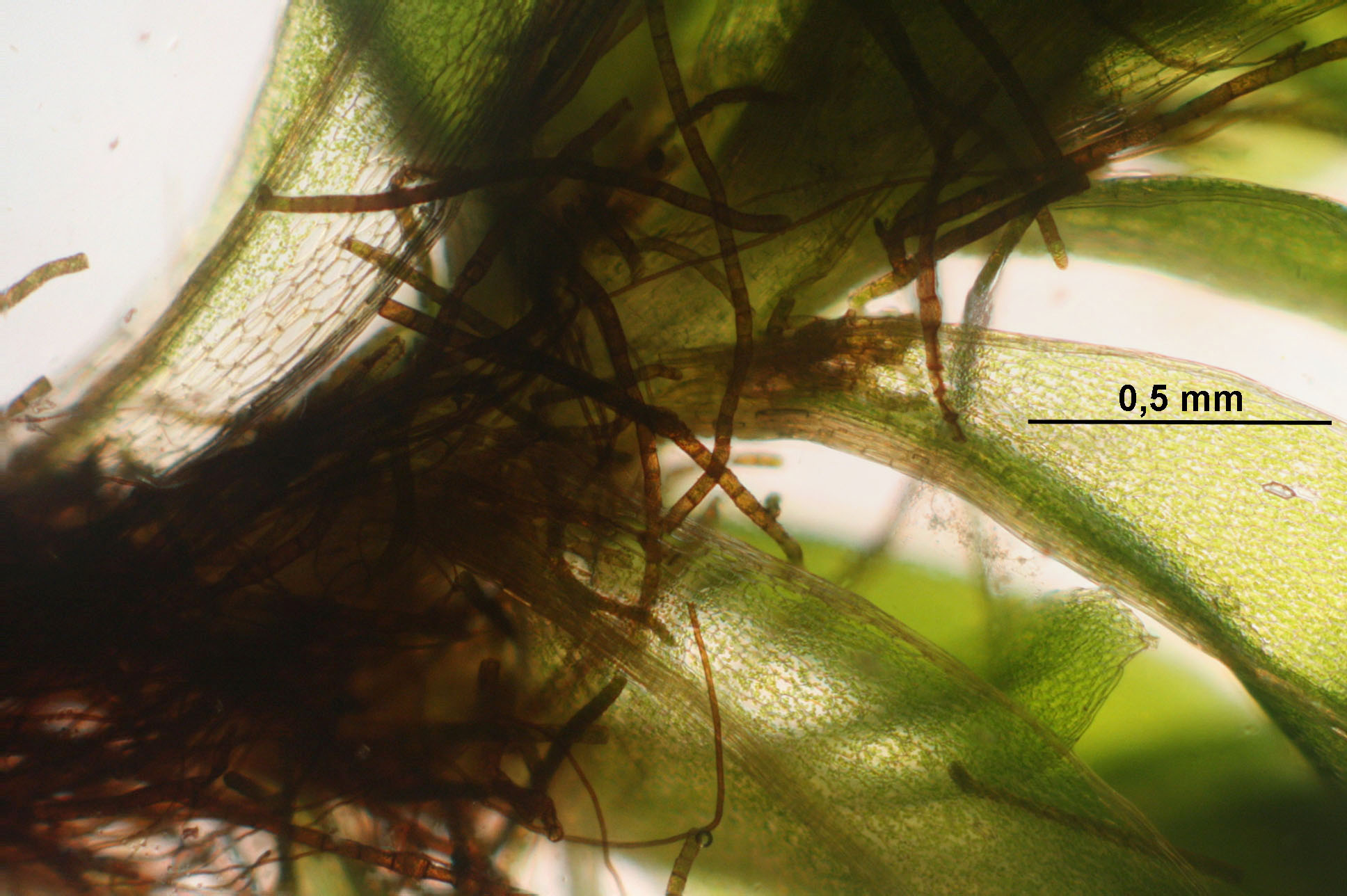
Vláknité gemy na lodyžce mechu Bryum moravicum
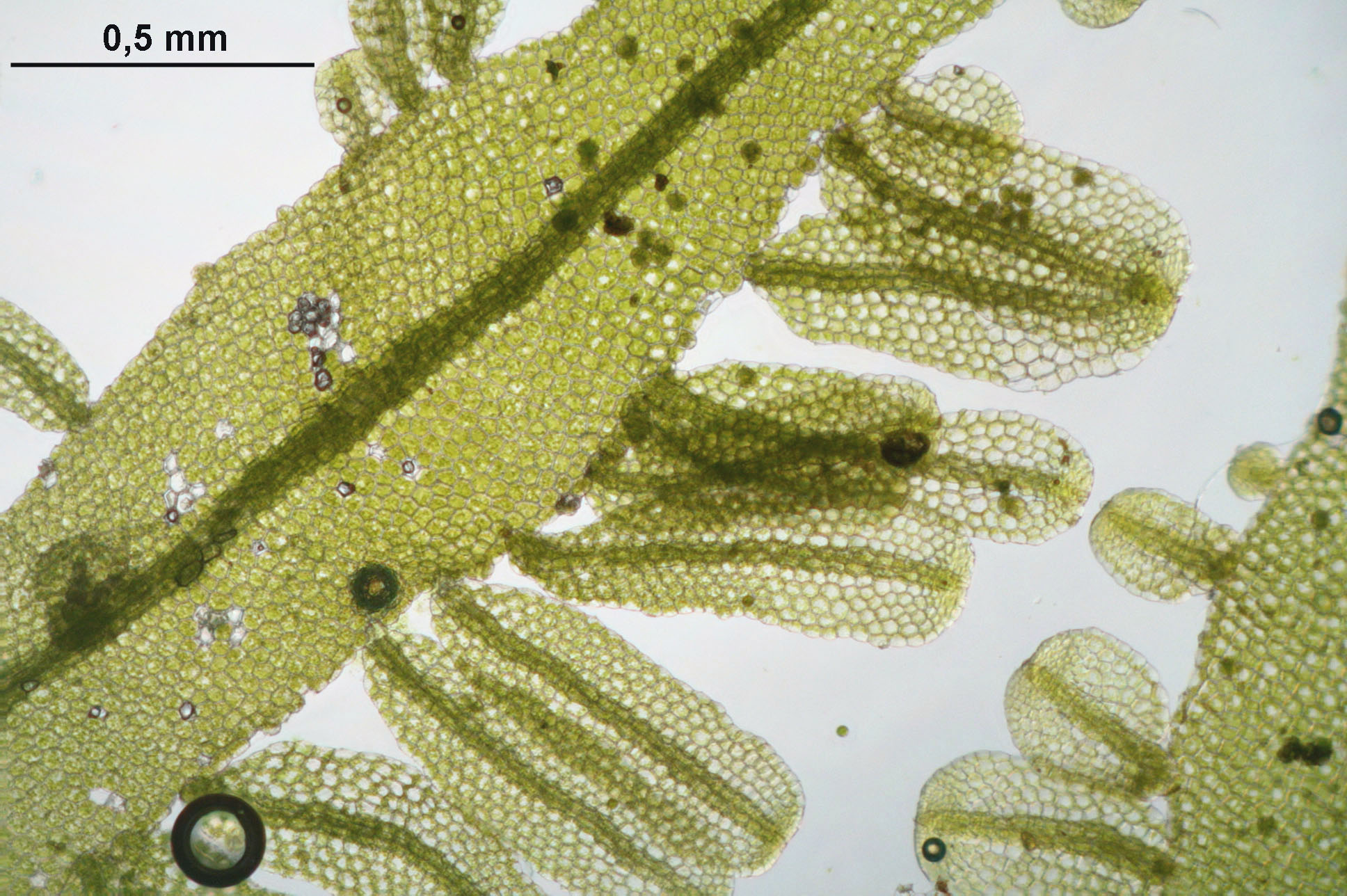
Odlamující se výrůstky na stélce játrovky Metzgeria furcata
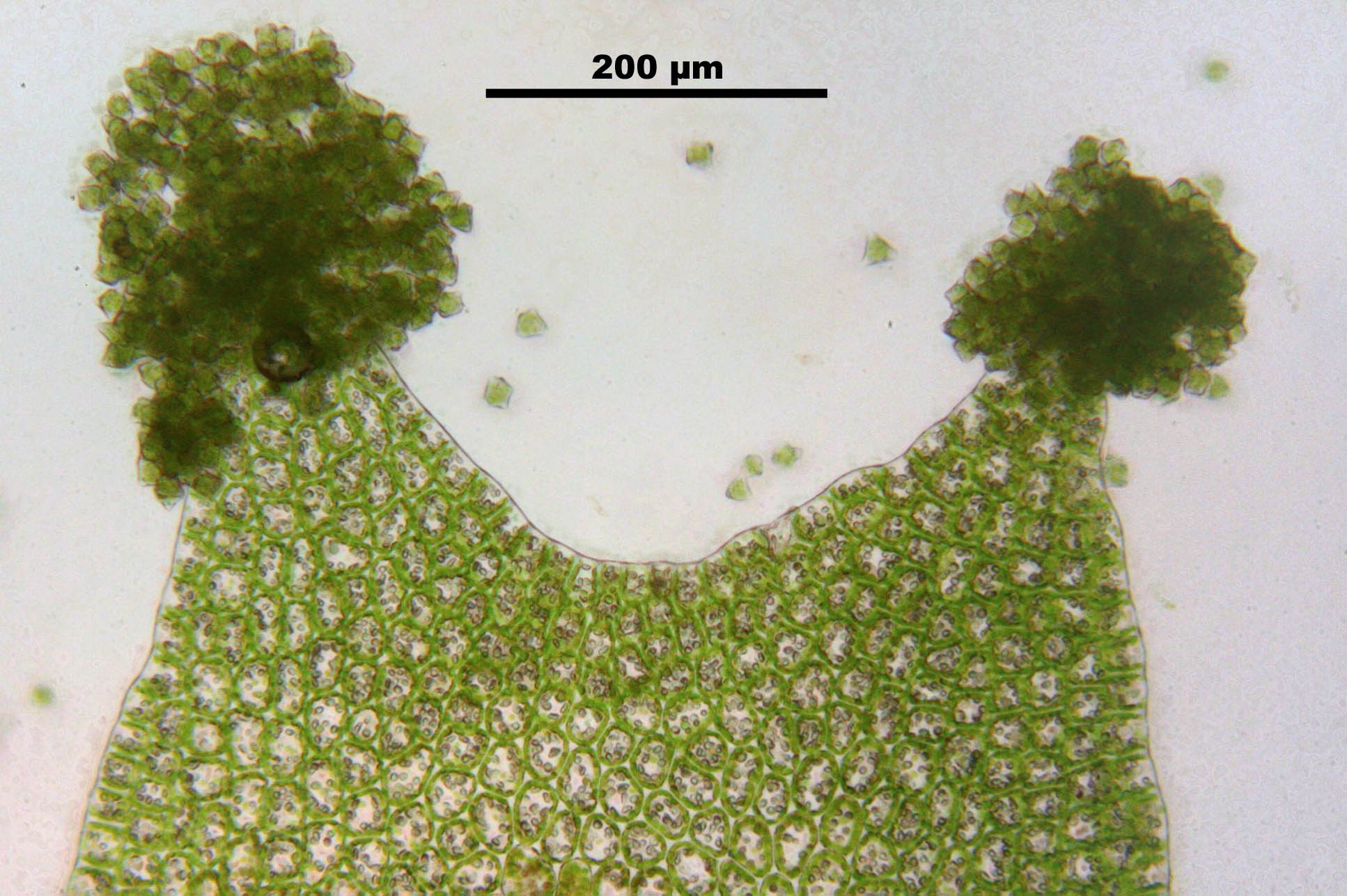
Svazky gem na vrcholcích lístkových laloků játrovky Lophozia ventricosa

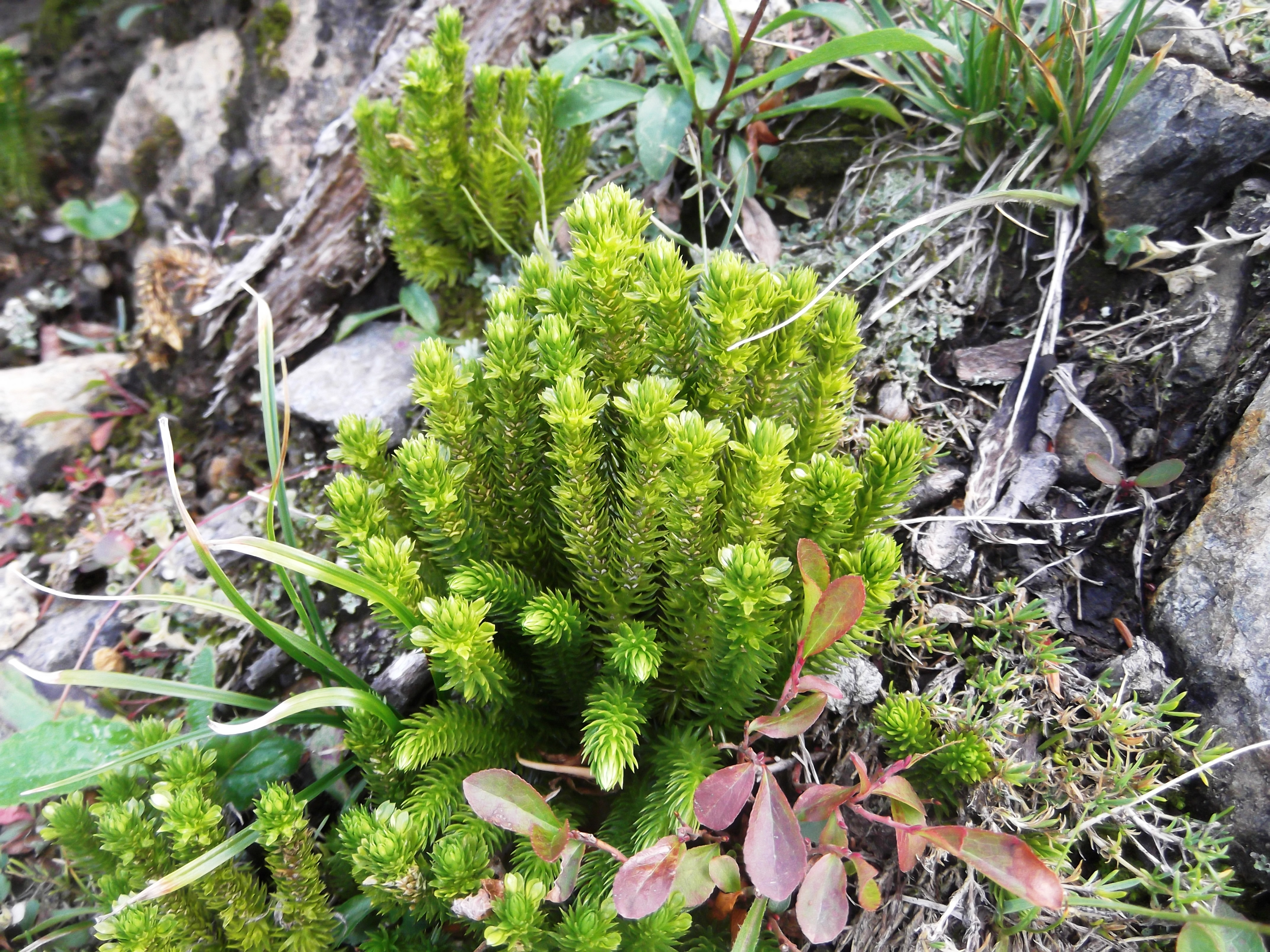
Vranec s gemami

## Gemy plavuní
Plavuně mají gemy např. u vrance jedlového (Huperzia selago) v podobě plochých zelených útvarů lehce přečnívající listy na vrchní části rostliny. Na rozdíl od mechorostů jsou gemy plavuní diploidní, tj. obsahují 2 sady chromozomů, neboť se nalézají na sporofytu.

## Gemy kapradin
U kapradin jsou známy například haploidní gametofytní gemy na protonematu vláskatce tajemného (Trichomanes specioum), díky kterým se může rozšiřovat i do míst, která k růstu jeho sporofytu, tedy vlastní kapradiny, vhodná nejsou.